# 東帕拉特卡 (佛羅里達州)
東帕拉特卡（英語：East Palatka）是位於美國佛羅里達州普特南縣的一個人口普查指定地區。

## 地理
東帕拉特卡的座標為29°39′00″N 81°35′58″W / 29.65000°N 81.59944°W，而該地最高點為海拔高度5米（即16英尺）。

## 人口
根據2010年美國人口普查的數據，東帕拉特卡的面積為11.70平方千米，當中陸地面積為8.30平方千米，而水域面積為3.40平方千米。當地共有人口1654人，而人口密度為每平方千米141人。